# OBS 뉴스 경인 530
《OBS 뉴스 경인 530》(OBS NEWS GYEONGIN 530)은 OBS경인TV에서 매일 오후 5시 30분에 방송 중인 경기 인천 지역 저녁 종합 뉴스 프로그램이다.

## 프로그램 소개
OBS를 대표하는 경기 인천 지역 저녁 종합 뉴스

## 방송 시간
- 현재 방송 시간 중 평일은 2024년 5월 27일부터 기준으로 하고 주말은 2024년 6월 1일부터 기준으로 한다.

### 평일
| 방송 채널 | 방송 기간                         | 방송 시간                               | 방송 분량 |
| --------- | --------------------------------- | --------------------------------------- | --------- |
| OBS경인TV | 2020년 7월 27일 ~ 2021년 4월 30일 | 매주 평일 오후 4시 20분 ~ 오후 4시 30분 | 10분      |
| OBS경인TV | 2021년 5월 3일 ~ 2021년 10월 29일 | 매주 평일 오후 4시 15분 ~ 오후 4시 30분 | 15분      |
| OBS경인TV | 2021년 11월 1일 ~ 2022년 6월 3일  | 매주 평일 오후 3시 5분 ~ 오후 3시 20분  | 15분      |
| OBS경인TV | 2022년 6월 6일 ~ 2023년 3월 24일  | 매주 평일 오후 2시 40분 ~ 오후 3시      | 20분      |
| OBS경인TV | 2023년 3월 27일 ~ 2023년 9월 1일  | 매주 평일 오후 3시 ~ 오후 3시 20분      | 20분      |
| OBS경인TV | 2023년 9월 4일 ~ 2024년 5월 26일  | 매주 평일 오후 5시 30분 ~ 오후 5시 50분 | 20분      |
| OBS경인TV | 2024년 5월 27일 ~ 현재            | 매주 평일 오후 5시 30분 ~ 오후 5시 50분 | 20분      |

### 주말
| 방송 채널 | 방송 기간             | 방송 시간                          | 방송 분량 |
| --------- | --------------------- | ---------------------------------- | --------- |
| OBS경인TV | 2024년 6월 1일 ~ 현재 | 매주 주말 오후 5시 30분 ~ 5시 40분 | 10분      |

## 앵커

### 평일
| 대수 | 진행자          | 진행 기간                          | 비고  |
| ---- | --------------- | ---------------------------------- | ----- |
| 1대  | 유영선 아나운서 | 2020년 7월 27일 ~ 2021년 10월 29일 |       |
| 2대  | 이상희 아나운서 | 2021년 11월 1일 ~ 2022년 6월 3일   |       |
| 3대  | 유영선 아나운서 | 2022년 6월 6일 ~ 2023년 3월 24일   | [ 4 ] |
| 4대  | 정다영 아나운서 | 2023년 3월 27일 ~ 2023년 11월 24일 | [ 6 ] |
| 5대  | 유영선 아나운서 | 2023년 11월 27일 ~ 2024년 5월 31일 | [ 8 ] |
| 6대  | 김준우 아나운서 | 2024년 6월 3일 ~ 현재              |       |

### 주말
| 대수 | 진행자          | 진행 기간             | 비고 |
| ---- | --------------- | --------------------- | ---- |
| 1대  | 이상희 아나운서 | 2024년 6월 1일 ~ 현재 |      |

## 타이틀 변천사
| 기수 | 프로그램 타이틀     | 방송 기간                         |
| ---- | ------------------- | --------------------------------- |
| 1기  | OBS 뉴스 경인플러스 | 2020년 7월 27일 ~ 2023년 1월 27일 |
| 2기  | OBS 뉴스 경인 530   | 2023년 1월 30일 ~ 현재            |

## 경쟁 프로그램
- KBS 뉴스 7 경기·인천 (KBS 경인 1TV)